# Appetizione
L'appetizione è un termine proprio della dottrina aristotelica indicato con ὂρεξις (orexis) inteso come desiderio, brama o concupiscenza. Successivamente il lemma fu tradotto in latino con appetitus -us, derivato di appetĕre , "aspirare a" e i due termini furono spesso usati come sinonimi.
In Aristotele l'appetizione è il moto della volontà di un essere che mette in atto l'appetito, che si origina dagli impulsi o istinti naturali. L'appetizione è dunque un comportamento tendente all'appagamento dei propri fini, la quale, in quanto principio che spinge all’azione, può essere posta sotto il controllo della parte razionale oppure dei sensi.
Comunemente per appetito si intende anche un desiderio di cibo che, se non soddisfatto, può produrre nel tempo la fame, intesa come un'impellente necessità naturale di alimentarsi che si manifesta con sintomi fisiologici, quali i cosiddetti "morsi della fame", e con un deperimento fisico generale che conduce alla morte.

## Filosofia
Il significato attribuito da Aristotele all'appetizione continua nella Scolastica: per Tommaso d'Aquino quando intervengono i sensi si parla di appetitus sensitivus (vale a dire il desiderio), quando l'appetizione si dirige verso un fine consapevole si avrà un appetitus intellectivus (il bene conosciuto con l'intelletto) dove la ragione mette in moto la volontà, altrimenti il moto dell'appetizione punterà inconsapevolmente verso beni ignoti.
Nell'intento di costruire una morale naturalistica, basata cioè  solo su i processi istintivi naturali dell'organismo umano che escluda ogni considerazione di valori assoluti riconosciuti dalla ragione e messi in atto liberamente, Thomas Hobbes è convinto che come il moto dei corpi spiega la fisica così quelli dell'animo, gli appetiti o i respingimenti sono determinati dalla pressione dei corpi esterni che, se favorisce il movimento vitale del corpo animato, che secondo natura tende all'autoconservazione, allora si origina l'appetizione o al contrario si verifica la reazione dell'avversione.
Mentre amore e odio riguardano i corpi presenti, il desiderio (appetito) e l'avversione sono rivolti a cose future. Il bene e il male non sono altro che l'oggetto del desiderio e dell'avversione:
È l'oggetto buono e cattivo che genera la sensazione di piacere per il bene e quella di dolore per il male:
Una visione quindi meccanicistica dell'etica basata tutta sul concatenamento necessario dei moti dei corpi che esclude sia la possibilità di una ragione che guidi la scelta morale sia l'esistenza della libertà della quale si può parlare solo nel caso che vi sia «assenza di opposizione», di reazione al moto di un corpo (animato o inanimato, umano o animale) da parte di un corpo esterno.
Nella filosofia di Baruch Spinoza il termine appetito viene sostituito da quello di conatus intendendo con questa parola «lo sforzo col quale ciascuna cosa si sforza di perseverare nel suo essere» per un tempo infinito. Per questo l'uomo, secondo il principio naturale di autoconservazione, esprime un'appetizione che gli permetta di vivere per sempre. Quando il conatus si origina dalla mente si parla di volontà, quando nasce dall'intelletto e dai sensi corporei s'intende essere appetitus che rappresenta l'essenza dell'uomo che secondo natura desidera necessariamente ciò che favorisce la sua esistenza.
Con Leibniz l'appetizione riguarda l'attività della monade, quella tensione interiore cioè che fa passare la monade da una percezione a un'altra per sempre nuove visioni dell'universo. La vita interiore della monade infatti consiste nelle rappresentazioni generate da una forza che, in senso metafisico, Leibniz chiama "appetizione". Le diverse rappresentazioni di una monade sono implicite nel suo essere come nella natura del cerchio ci sono tutte le proprietà che se possono dedurre. La monade quindi rappresenta in se stessa tutto l'universo. Ogni monade vive in un mondo suo e soltanto suo; ma ogni monade è nello stesso tempo "specchio vivente dell'universo" in quanto riflette immagini che non vengono dall'esterno ma che essa stessa proietta come "centro di forza".
In Kant vi è la distinzione tra un'appetizione inferiore diretta a un oggetto sensibile e un'appetizione superiore che determina la formazione della legge morale.